# Крячок білощокий
Крячо́к білощо́кий (Chlidonias hybrida) — вид птахів родини мартинових (Laridae). В Україні гніздовий перелітний птах.

## Опис

### Морфологічні ознаки

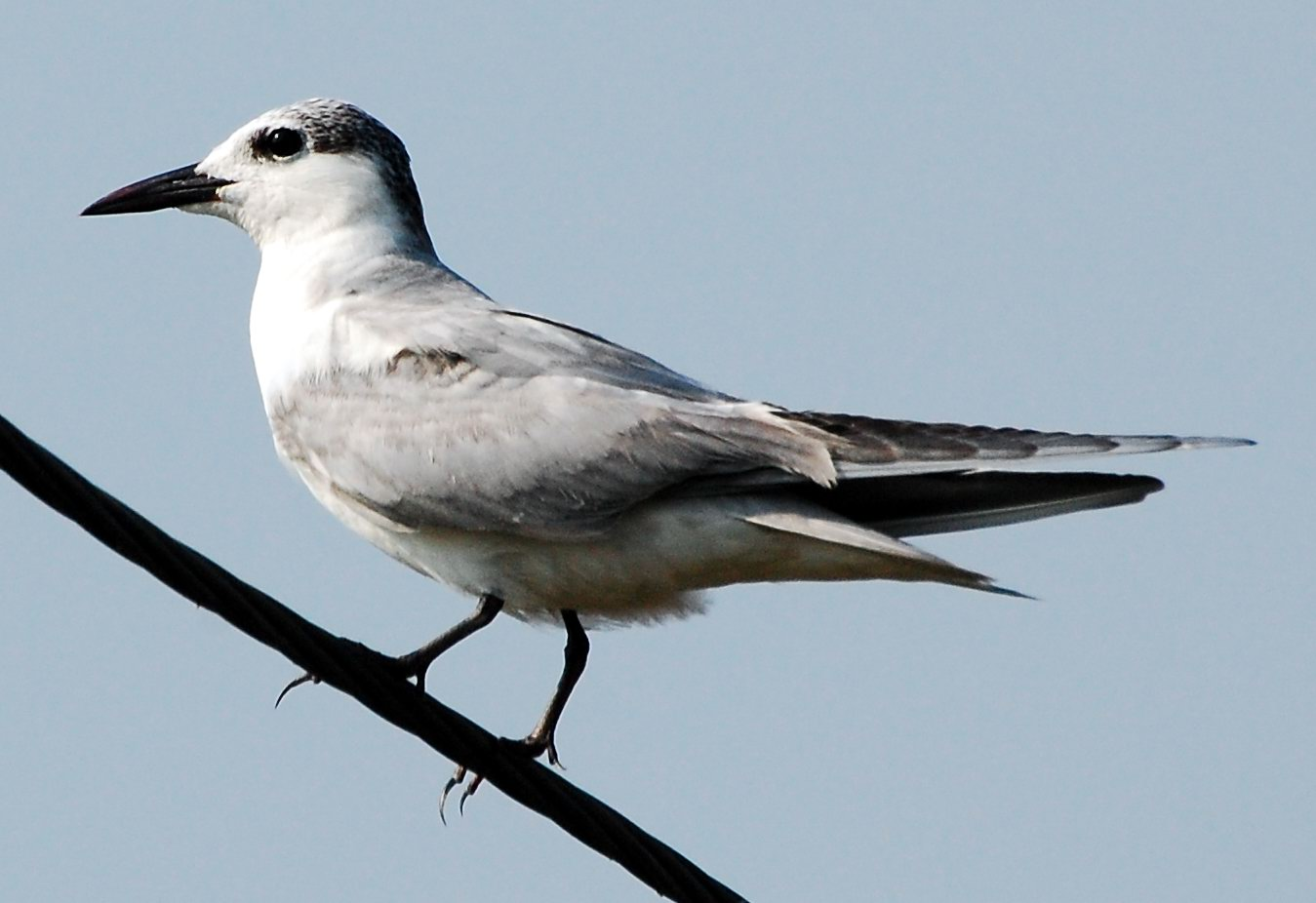
Позашлюбне вбрання

Маса тіла близько 80 г. Довжина тіла 23-25 см. Розмах крил 70-75 см. Дорослий птах у шлюбному вбранні майже цілком сірий; лоб, тім'я і потилиця чорні; щоки, спід крил і підхвістя білі; хвіст світло-сірий, вирізаний; дзьоб і ноги червоні; у позашлюбному вбранні лоб білий; тім'я білувате, з чорними рисками; потилиця чорно-бура; за очима чорно-бурі плями; дзьоб чорний. Молодий птах схожий на дорослого у позашлюбному вбранні, але на спині темно-бурі смуги.
У шлюбному оперенні дорослий білощокий крячок від дорослого чорного і білокрилого крячків відрізняється білими щоками; дорослий у позашлюбному оперенні та молодий від дорослого та молодого чорного крячка — відсутністю чорних плям по боках вола, від дорослого та молодого білокрилого крячка відрізнити складно.

### Звуки
Біля гніздових колоній подає хрипкий крик «черк — черк — черк».

## Поширення
Білощокий крячок має дуже великий ареал. В Євразії: Піренейський півострів, південна Франція, північна Італія, Албанія, Голландія та від Угорщини на схід до Примор'я. На північ від південної Польщі, в європейській частині колишнього СРСР до 52-53-ї паралелі, в долині Волги до 55-ї паралелі, в долині Уралу до 52-ї паралелі, до пониззя Тургаю, Сарису, Зайсан, південного Байкалу, південно-східного Забайкалля, південного Примор'я. На південь до північної Аравії, північного узбережжя Аравійського моря, на півострові Індостан приблизно до 25-ї паралелі, далі на схід до океанічного узбережжя. Східна і Південна Африка на північ до Кенії, Північно-Західна Африка. Острови: Мадагаскар, Сулавесі, Філіппіни, Молуккські, Нова Гвінея, Австралія, південний острів Нової Зеландії.
У північних частинах ареалу перелітний птах. Зимує в Африці.
В Україні гніздиться на всій території, крім гір; мігрує скрізь.

## Чисельність
Чисельність світової популяції оцінюють в 300 тис.-1,5 млн особин. Чисельність в Європі становить 42—87 тис. пар, в Україні — 5—8,5 тис. пар.

## Гніздування

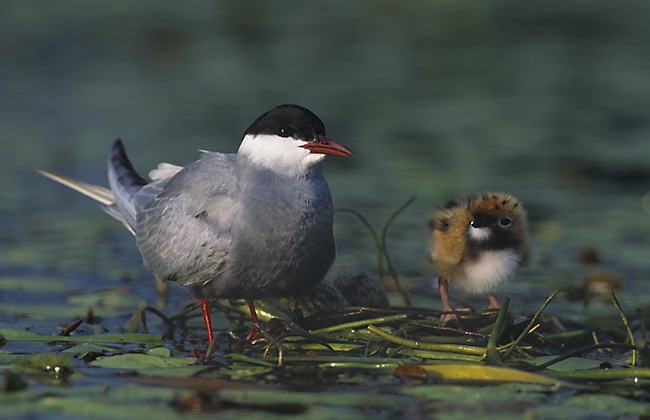
Біля гнізда з пуховим пташеням

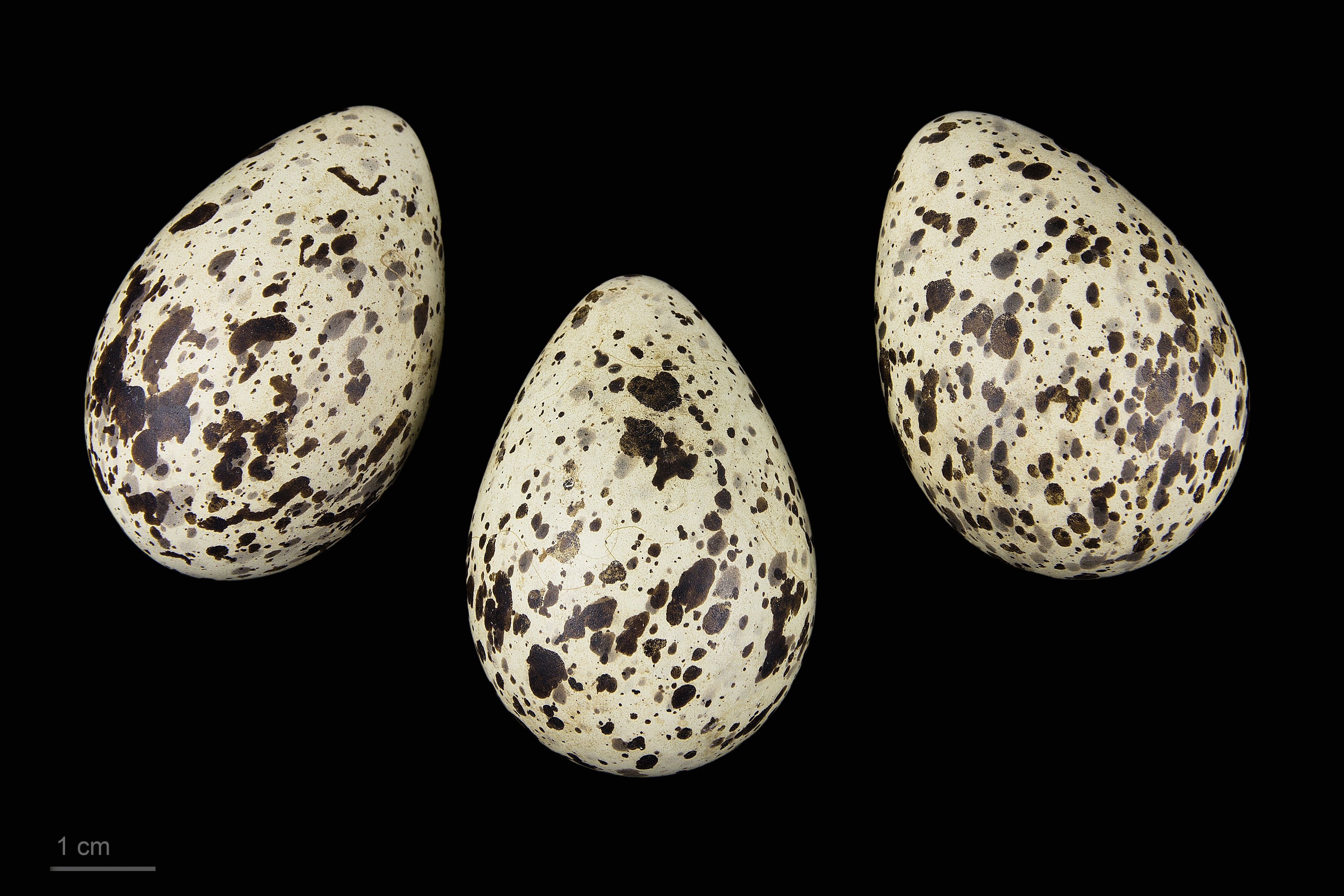
Яйця підвиду Chlidonias hybrida hybrida в оологічній колекції, Тулузький музей

Гніздиться колоніями біля мулистих озер, річок або боліт частіше за все разом з чорним крячком. Гніздо зі стебел та листя будує на купинах або на плаваючих рослинах. Самка відкладає в травні 3 (рідше 2) бежевих, зеленкуватих з темними плямами яйця. Кладку насиджують особини обох статей протягом 18 днів. Пташенята починають літати у віці близько 3 тижнів, однак ще певний час продовжують отримувати корм від батьків.

## Живлення
Живиться переважно комахами, ракоподібними, дрібною рибою. Типовий прийом полювання — періодичне пікірування уводу, часто з коротким зануренням, тривалий пошуковий політ низько над водою з низько опущеним донизу дзьобом.